# Dymienica

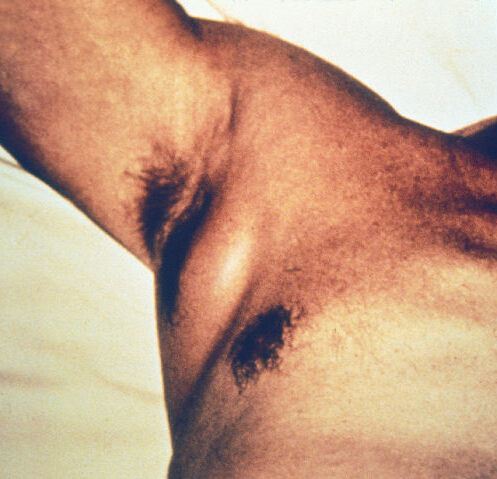
Pacjent z rozpoznaną dżumą dymieniczą: widoczne powiększone węzły chłonne pachowe.

Dymienica (łac. bubo) – rodzaj zapalenia węzłów chłonnych, które wywołuje ich ucieplenie i zaczerwienienie.
Dymienice charakteryzują niektóre choroby, np. dżumę dymieniczą, kiłę lub gruźlicę. Ich pojawienie się w okolicy pachwinowej może też być objawem wrzodu miękkiego, ziarniniaka wenerycznego.